# Göta göl
Göta göl är en sjö i Tingsryds kommun i Småland och ingår i Mieåns huvudavrinningsområde. Sjön har en area på 0,0473 kvadratkilometer och ligger 123,9 meter över havet.

## Delavrinningsområde
Göta göl ingår i det delavrinningsområde (625779-144470) som SMHI kallar för Mynnar i Mien. Medelhöjden är 140 meter över havet och ytan är 29,87 kvadratkilometer. Det finns inga avrinningsområden uppströms utan avrinningsområdet är högsta punkten. Vattendraget som avvattnar avrinningsområdet har biflödesordning 2, vilket innebär att vattnet flödar genom totalt 2 vattendrag innan det når havet efter 36 kilometer. Avrinningsområdet består mestadels av skog (69 procent) och öppen mark (14 procent). Avrinningsområdet har 1,34 kvadratkilometer vattenytor vilket ger det en sjöprocent på 4,5 procent.